# Episodi di Non sono ancora morta (seconda stagione)
La seconda e ultima stagione della serie televisiva Non sono ancora morta (Not Dead Yet), composta da 10 episodi, è stata trasmessa in prima visione assoluta negli Stati Uniti d'America su ABC dal 7 febbraio al 24 aprile 2024.
In Italia la stagione è stata interamente distribuita sul servizio di streaming on demand Disney+ il 3 luglio 2024.
| nº | Titolo originale     | Titolo italiano               | Prima TV USA     | Pubblicazione Italia |
| -- | -------------------- | ----------------------------- | ---------------- | -------------------- |
| 1  | Not Owning It Yet    | Non lo padroneggio ancora     | 7 febbraio 2024  | 3 luglio 2024        |
| 2  | Not a Valentine Yet  | Non sono ancora un'innamorata | 14 febbraio 2024 | 3 luglio 2024        |
| 3  | Not in the Cards Yet | Non sono ancora in gioco      | 21 febbraio 2024 | 3 luglio 2024        |
| 4  | Not Polite Yet       | Non sono ancora gentile       | 28 febbraio 2024 | 3 luglio 2024        |
| 5  | Not Solved Yet       | Non è ancora stato risolto    | 13 marzo 2024    | 3 luglio 2024        |
| 6  | Not Going Home Yet   | Non vado ancora a casa        | 20 marzo 2024    | 3 luglio 2024        |
| 7  | Not in the Game Yet  | Non sono ancora in gioco      | 10 aprile 2024   | 3 luglio 2024        |
| 8  | Not You Yet          | Non sono ancora te            | 17 aprile 2024   | 3 luglio 2024        |
| 9  | Not the End Yet      | Non è ancora finita           | 24 aprile 2024   | 3 luglio 2024        |
| 10 | Not a Ghost Yet      | Non sono ancora un fantasma   | 24 aprile 2024   | 3 luglio 2024        |

## Non lo padroneggio ancora
- Titolo originale: Not Owning It Yet
- Diretto da: Dean Holland
- Scritto da: Marc Firek

## Non sono ancora un'innamorata
- Titolo originale: Not a Valentine Yet
- Diretto da: Dean Holland
- Scritto da: Chelsea Devantez

## Non sono ancora in gioco
- Titolo originale: Not in the Cards Yet
- Diretto da: Michael McDonald
- Scritto da: Debbie Jhoon e Michael J. Feldman

## Non sono ancora gentile
- Titolo originale: Not Polite Yet
- Diretto da: Melanie Mayron
- Scritto da: Eddie Quintana

## Non è ancora stato risolto
- Titolo originale: Not Solved Yet
- Diretto da: Dean Holland
- Scritto da: Becky Mann e Audra Sielaff

## Non vado ancora a casa
- Titolo originale: Not Going Home Yet
- Diretto da: Michael McDonald
- Scritto da: Josh Greenberg

## Non sono ancora in gioco
- Titolo originale: Not in the Game Yet
- Diretto da: Keith Powell
- Scritto da: Liz Astrof

## Non sono ancora te
- Titolo originale: Not You Yet
- Diretto da: Natalia Anderson
- Scritto da: Mattie Bayne

## Non è ancora finita
- Titolo originale: Not the End Yet
- Diretto da: Melissa Fumero
- Scritto da: Grace Condon

## Non sono ancora un fantasma
- Titolo originale: Not a Ghost Yet
- Diretto da: Dean Holland
- Scritto da: Casey Johnson e David Windsor